# Nuneaton and Bedworth
Nuneaton and Bedworth är ett distrikt (motsvarande kommun) i grevskapet Warwickshire i England, Storbritannien. Distriktet har 135 481 invånare (2022). Större orter är Bedworth och Nuneaton. Distriktet har inga civil parishes.